# Muelle al servicio del Perú en Arica
El muelle peruano de Arica o muelle al servicio del Perú en Arica (MASP Arica) es un muelle que el Perú tiene a su servicio en el puerto de Arica (Terminal Portuario de Arica o TPA) en la bahía homónima, en el extremo norte de Chile. Este corresponde al número 7 del sector 3 de dicha bahía (zona norte). El muelle es operado por ENAPU Perú, y si bien no constituye dominio territorial peruano, cuenta con autonomía migratoria, administrativa y operativa, aduanera, laboral, y sanitaria, pudiendo transitar cualquier tipo de mercadería, incluido armamento.
Este muelle y otras servidumbres en Arica encuentran su fundamento en el Tratado de Lima de 1929.

## Características
El muelle al servicio del Perú en Arica es de atraque directo tipo espigón, de 214,7 m de largo y 57,9 m de ancho. Además cuenta con un almacén de 2077 m² y una zona de operación descubierta de 21 740 m². La orientación del muelle es SE-NW, el calado es de 10 metros y la máxima eslora es 160 m. 
De conformidad con el artículo 7º del tratado de 1929, sin perjuicio de la soberanía de Chile, el Perú goza a perpetuidad del derecho más amplio de servidumbre en la parte en que la línea del ferrocarril Tacna-Arica atraviesa territorio chileno.
Durante el año 2005 atracaron 33 naves de alto bordo y 475 naves menores, que descargaron 15.552 TM en 2163 contenedores. Y durante el 2006 atracaron 36 naves de alto bordo y 73 naves menores, que descargaron 17 207 TM en 2238 contenedores.

## Distancias
- Por carretera:
  - A Tacna: 45 km
  - A Charaña: 205 km
  - A Ilo: 209 km
  - A Matarani: 436 km
  - A La Paz: 500 km
  - A Oruro: 500 km
  - A Cochabamba: 800 km

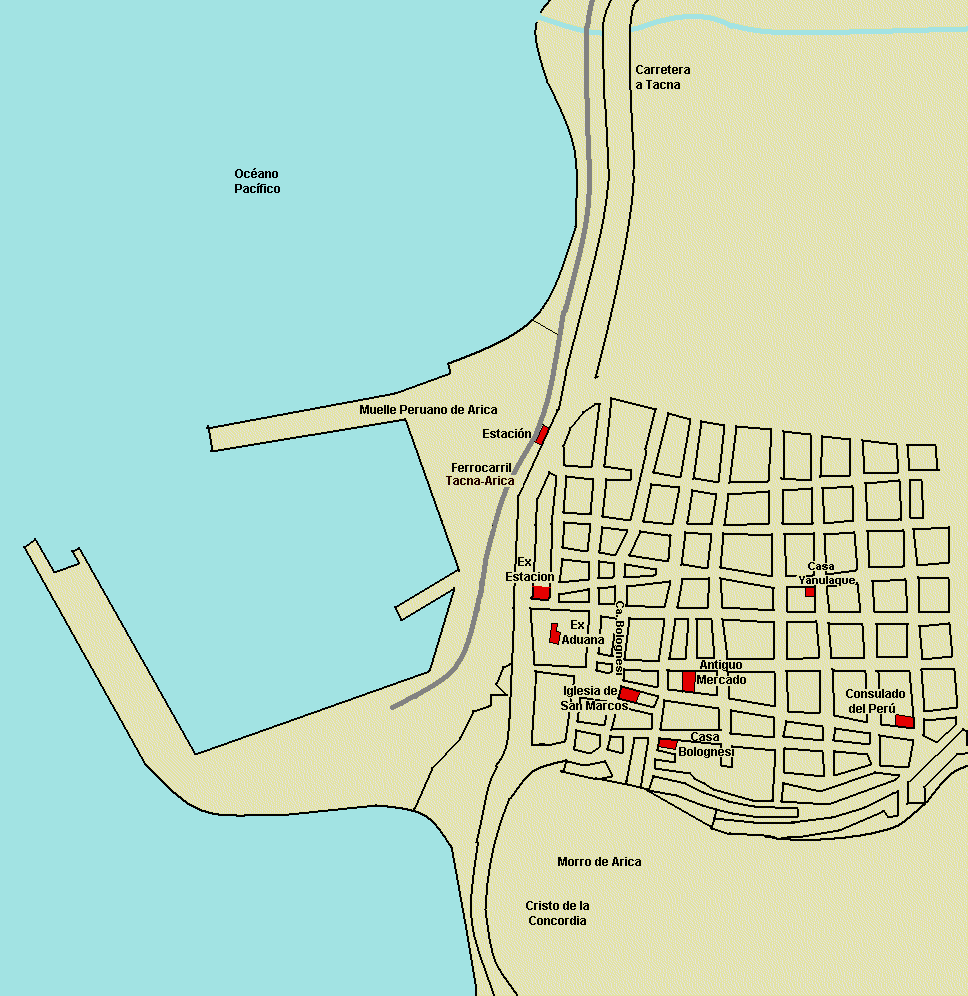
Muelle al servicio del Perú en Arica.

  - A Santa Cruz de la Sierra: 1150 km
  - A El Callao: 1343 km
- Por ferrocarril:
  - A Tacna: 60 km
- Por vía marítima 
  - Al Puerto de Ilo: 84 Millas
  - Al Puerto de Iquique: 108 Millas
  - Al Puerto de Antofagasta: 309 Millas
- Por vía aérea		
  - Aeropuerto Internacional de Arica.
  - Aeropuerto Internacional de Tacna.

## Libre tránsito

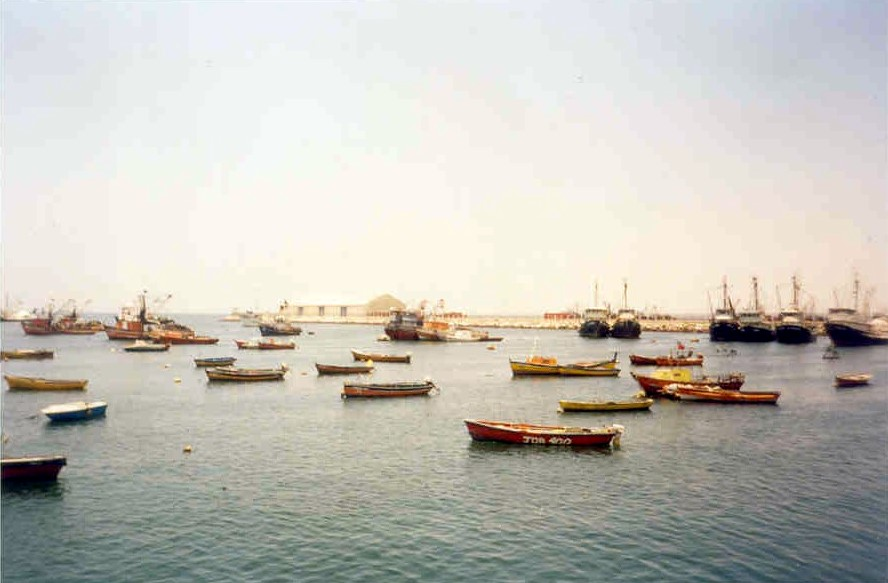
Malecón de atraque en 2006.

El 7 de marzo del 2000, los ministros Fernando de Trazegnies y Gabriel Valdés inauguraron en Arica el Cristo de la Concordia, y el Perú recibió de Chile las instalaciones contempladas en el Tratado de Lima de 1929 e infraestructura adicional para la operación de los servicios portuarios y ferroviarios. 

Artículo Quinto.- Para el servicio del Perú el Gobierno de Chile construirá a su costo, dentro de los  1.575 m de la bahía de Arica, un malecón de atraque para vapores de calado, un edificio para la agencia aduanera peruana y una estación terminal para el ferrocarril a Tacna,  establecimientos y zonas donde el comercio de tránsito del Perú gozará de la independencia propia del más amplio puerto libre
Tratado de Lima de 1929.

El muelle peruano de Arica y el ferrocarril Tacna-Arica cuentan son las siguientes autonomías:
- Autonomía migratoria: no existe control migratorio por parte de Chile desde el muelle, por el Ferrocarril Tacna-Arica hasta la línea de la concordia en dirección a Tacna. Este control lo realiza migraciones del Perú, con su oficina DIGEMIN.
- Autonomía administrativa y operativa: ENAPU, administradora estatal de puertos del Perú es el único encargado de contratar los servicios de estiba, movimiento de carga, almacenaje y servicios básicos en el muelle. De igual manera Empresa Nacional de Ferrocarriles del Perú (ENAFER), se encarga de las operaciones en el ferrocarril.
- Autonomía aduanera: la SUNAT, autoridad tributaria y aduanera peruana, es la única responsable del control de ingreso y salida de mercancías y armamentos por el muelle.
- Autonomía laboral: ENAPU y ENAFER son las encargadas de contratar a los trabajadores para el funcionamiento del muelle, la aduana y el ferrocarril.
- Autonomía sanitaria: el Servicio Nacional de Sanidad Agraria (SENASA), es quien realiza el control sanitario de los productos que provienen de Tacna hacia el muelle peruano de Arica.

## Ferrocarril Tacna-Arica

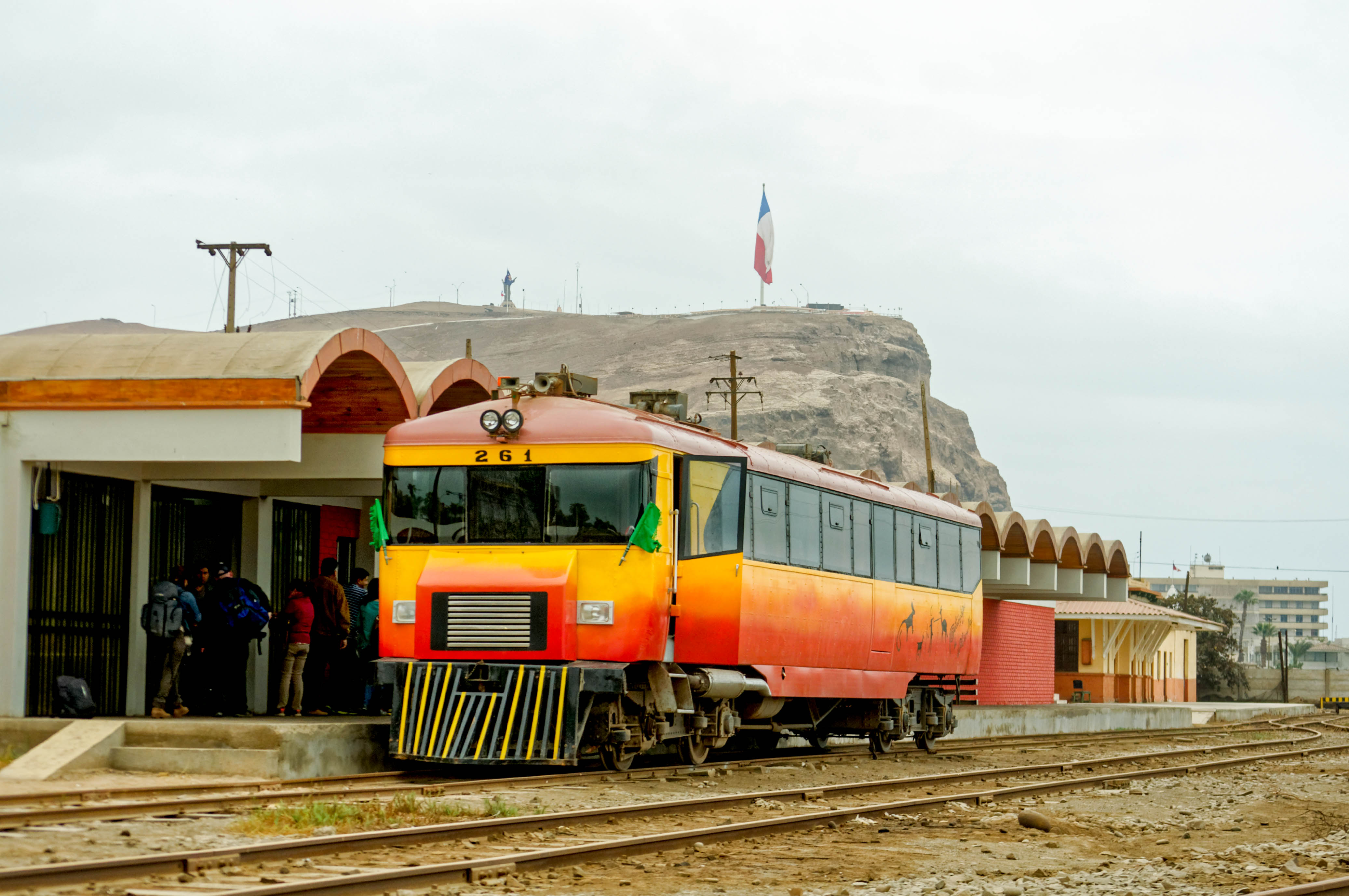
Tren del Ferrocarril Tacna-Arica en la estación Arica.

Junto al muelle se encuentra la estación Arica del Ferrocarril Tacna-Arica y el inicio de la línea del ferrocarril hacia Tacna que es operado por el Gobierno Regional de Tacna.
Por el acta número 12-2005 de 2005 del Gobierno Regional de Tacna, el ferrocarril Tacna-Arica, el terreno de Chinchorro y la Casa Yanulaque, pasaron a propiedad del Gobierno Regional de Tacna, para su utilización con fines de desarrollo en coordinación con el Ministerio de Relaciones Exteriores del Perú.
El Muelle Peruano en Arica aún está bajo la administración de ENAPU (Empresa Nacional de Puertos).
El Ferrocarril Tacna-Arica fue construido en 1856 por la empresa inglesa The Arica & Tacna Railway Co. Cuenta con cinco puentes: San José, Chacalluta, Gallinazo, Hospicio, Lagartito y con seis estaciones: Arica, Chacalluta, Escritos, Hospicio, Kilómetro 42 y Tacna.